# Andrew Lamb
Andrew Lamb (* 26. August 1958 in Clinton, North Carolina) ist ein US-amerikanischer Jazz-Musiker (Flöte, Tenorsaxophon), Komponist und Bandleader.

## Leben und Wirken
Andrew Lamb wuchs in Chicago und im Bezirk Jamaica des New Yorker Stadtteils Queens auf. Durch sein Studium beim AACM-Gründungsmitglied Kalaparusha Maurice McIntyre kam er in den 1970er Jahren mit der New Yorker Avantgarde-Bewegung in Berührung, gehörte der Künstlerszene in Bedford–Stuyvesant, Brooklyn an und erhielt schließlich ein Stipendium des Brooklyn Arts Council.
1994 entstanden Aufnahmen unter eigenem Namen für Delmark (Portrait in the Mist), für die er Stücke komponiert hatte; mitwirkende Musiker waren der Vibraphonist Warren Smith, der Bassist Wilber Morris und der Schlagzeuger Andrei Strobert. Seitdem arbeitete Lamb im Duett mit Warren Smith und im Trio mit Eugene Cooper und Andrei Strobert. 2003 nahm er auf CIMP das Album  The Pilgrimage im Trio mit Tom Abbs und Andrei Strobert auf. Neben seiner eigenen Band The Moving Form wirkte er bei Dennis González’ Album Old Time Revival (2003) mit; außerdem trat er 2004/05 mit Henry Grimes’ Trio-Formation  Sublime Communication auf und spielte im Trio M41 mit Alvin Fielder und dem Pianisten Chris Parker.
Seit 1996 trat Andrew Lamb mit eigenen Ensembles regelmäßig auf dem New Yorker Vision Festival auf; er war auch Mitglied von Alan Silvas Big-Band-Projekt The Sound Visions Orchestra, dem Roy Campbell Ensemble und spielte in der Cecil Taylor Bigband. 2005 trat Lamb mit dem Sublime Communication-Trio in Berlin auf.
Nach Ansicht von Steven Loewy wurzelt Lambs Musik in den afroamerikanischen Traditionen von Kirchenmusik, Blues und dem Jazz von Sonny Rollins, Coleman Hawkins bis John Coltrane; sie sei tief spirituell und emotional.

## Diskographische Hinweise
- Portrait in the Mist (Delmark, 1994)
- Andrew Lamb/Warren Smith: Duet (WISland, 1999)
- Andrew Lamb/Warren Smith: Dance of the Prophet
- The Pilgrimage (CIMP; 2003)
- The Moving Form: Year of the Endless Moment (Engine, 2004)
- The Dogon Duo (Engine, 2005)
- New Orleans Suite (Engine, 2006)
- Rhapsody in Black (No Business, 2012)
- Andrew Lamb/Warren Smith/Arkadijus Gotesmanas: The Sea of Modicum (No Business, 2017)